# Вільям Шервуд (єпископ Міт)

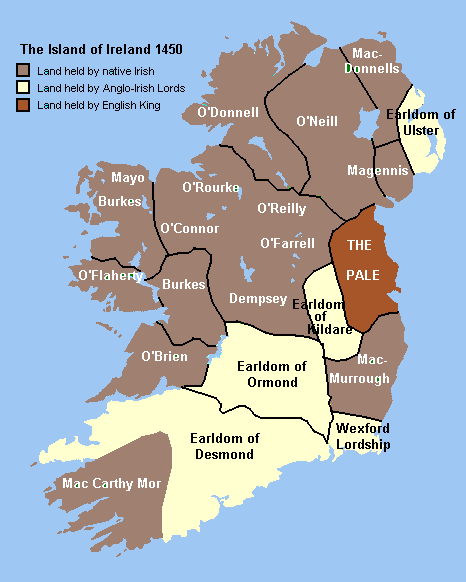
Ірландія 1450 року.

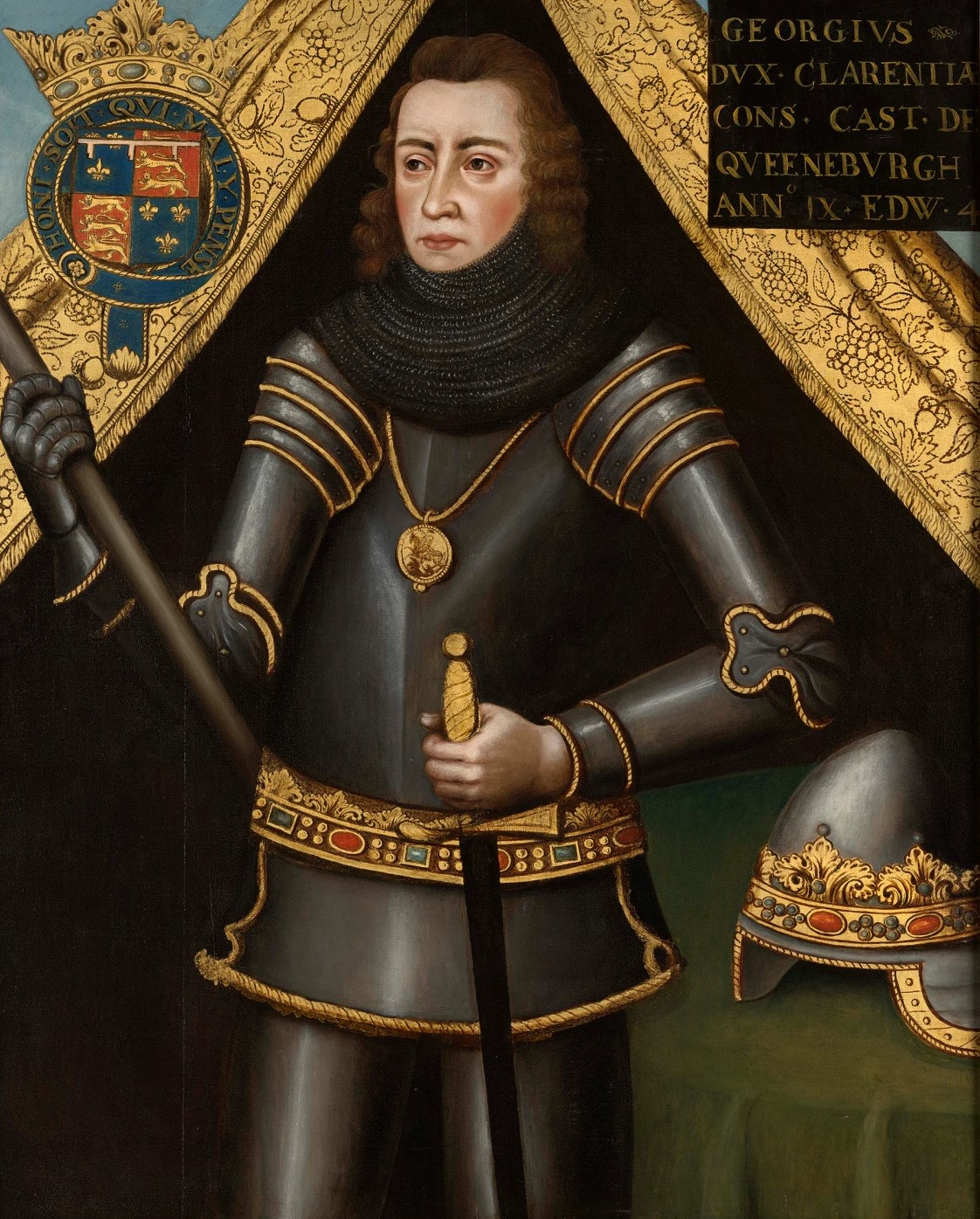
Джордж Плантагенет, герцог Кларенс (1449—1478).

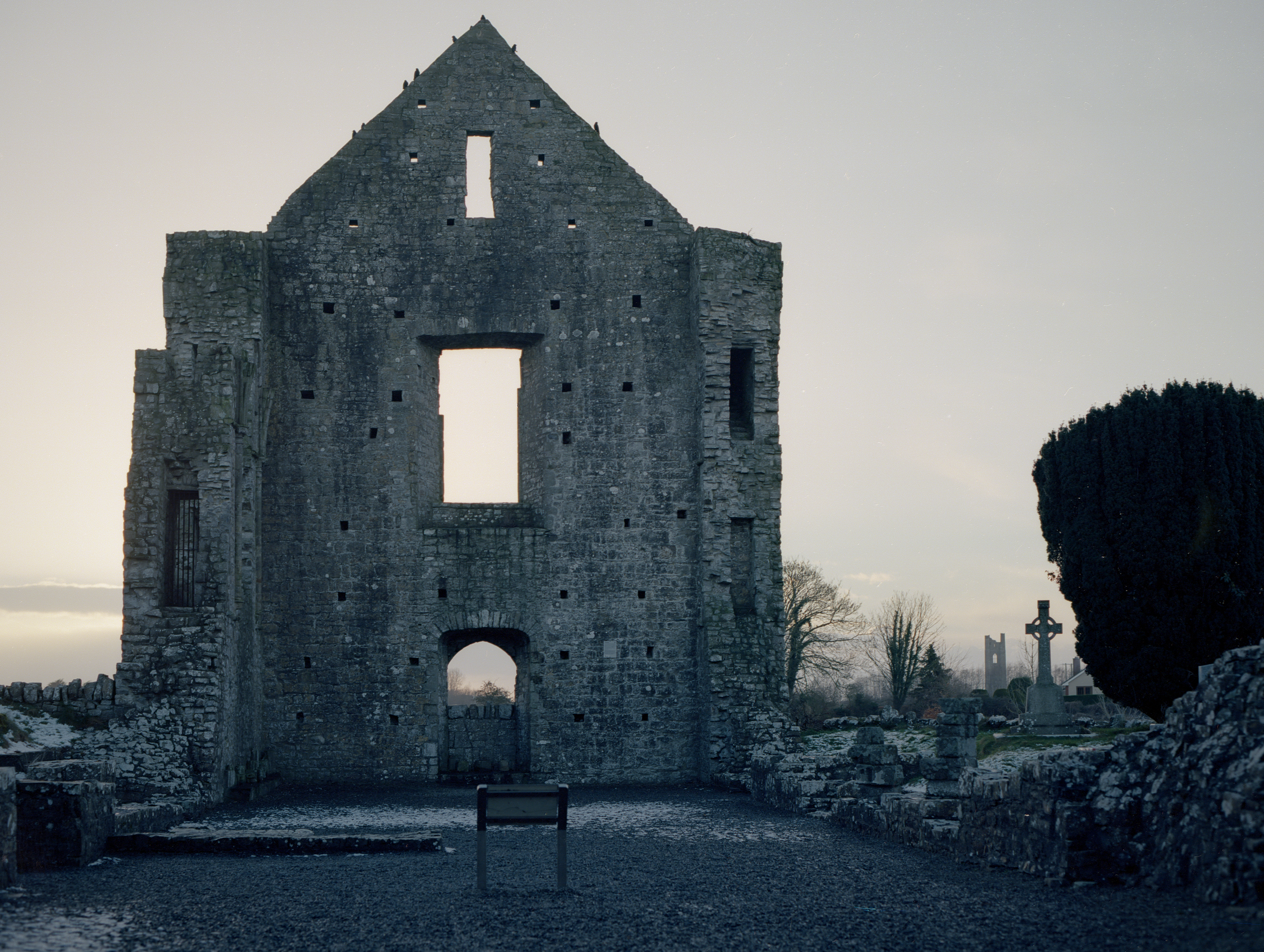
Руїни абатства Ньютаун (Маністір ан Валє Нуа).

Вільям Шервуд (англ. William Sherwood; пом. 3 грудня 1482, Дублін) — англійський та ірландський церковний діяч, політик, суддя, єпископ Міт, лорд-канцлер Ірландії.

## Життєпис
Вільям Шервуд отримав кафедру за папським розпорядженням у квітні 1460 року. Про його попереднє життя нічого не відомо.
Невдовзі після отримання посади він вступив у конфлікт із Томасом Фітцджеральдом, VII графом Деcмонд, що був заступником Джорджа Плантагенета, герцога Кларенса, лорд-лейтенанта Ірландії. Граф Десмонд звинуватив єпископа у підбурюванні до вбивства деяких його послідовників, і в 1464 році обидва поїхали до Англії, щоб викласти свої скарги перед королем. Король Англії та Ірландії Едуард IV підтримав графа, якого підтримав також ірландський парламент, і зняв з нього всі звинувачення в нелояльності та «зрадницьких відносинах з ірландським народом». Але коли в 1467 році він був зганьблений, його наступником став Джон Тіптофт, І граф Вустер. Єпископа Шервуда запідозрили в тому, що він очолював змову, яка власне і відправила графа Десмонд на ешафот. Томас Фітцджеральд, VII графом Деcмонд, або як його ще навивали в Ірландії Великий граф був популярною фігурою в Ірландії, вважався захисником ірландського народу в часи сваволі англійської адміністрації, яка, щоправда, на той час контролювала лише невелику частину Ірландії — так званий Пейл. Граф заснував коледж в Югалі і хотів заснувати ірландський університет в Дрогеді, але смерть на ешафоті зруйнувала всі його плани. Граф Десмонд підтримував йоркістів у війні троянд, ворогуав з Батлерами — графами Ормонд. Граф Десмонд переміг ланкастерців і Батлерів в битві під Піллтауном, що була настільки кровопролитною, що річку біля місця битви назвали Пілл-рівер — Кривава річка. Точна причина падіння графа Десмонд невідома. Ходили чутки, що він брав участь в змові проти Тіптофта, що він планував стати королем Ірландії і здобути для Ірландії повну незалежність від Англії. Припускають, що причиною падіння графа Десмонда була дружина короля Англії та Ірландії Едварда IV — Єлизавета Вудвілл, що образилась на графа Десмонд за його нетактовні зауваження щодо її походження. Сучасники пишуть про цю королеву, що вона була холодною та розважливою і ніколи нічого не прощала. Звинувачений своїми політичними ворогами в державній зраді, у пособництві ірландцям проти підданих короля граф Десмонд відвідав парламент, що проходив у Дрогеді. Він разом із Томасом Фітцджеральдом, VII графом Кілдер, був засуджений за «державну зраду». Особливе обурення викликав той факт, що графа Десмонда було схоплено в церкві всупереч праву на захист храму. Граф Десмонд незабаром втратив голову на ешафоті, а графу Кілдер вдалося втекти до Англії, щоб відстоювати свою справу перед королем. Граф Десмонд був похований у церкві Святого Петра в Дрогеді, а потім його прах був перенесений до собору Крайст-Черч, Дублін. Смерть Дезмонда шокувала ірландську націю: «убитий мечами нечестивих, він святий мученик», — написав один ірландський літописець. Деякі звіти стверджують, що Тіптофт також убив двох маленьких синів графа Десмонда, які відвідували школу в Дрогеді. У відповідь на це Геральдіни вторглися в Пейл. Намагаючись не допустити загального повстання в Ірландії король Едвард IV скасував звинувачення проти графів Кілдера та Десмонда. Незважаючи на те, що спадкоємцю Десмонда було дозволено успадкувати землі та титул свого батька, відносини між Короною та Десмондами були зіпсованими надовго.
Через кілька років після смерті свого суперника Вільям Шервуд був призначений лорд-заступником, але його власне правління було настільки непопулярним, що в 1477 році він був усунений з посади, пропрацювавши лише два роки. Він отримав посаду лорд-канцлера Ірландії і володів нею з 1475 по 1481 рік, коли його змінив Волтер Шампфлер, абат Святої Марії в Дубліні.
Вільям Шервуд похований в абатстві Ньютаун (Маністір ан Валє Нуа) біля Тріма.

## Репутація
Вільяма Шервуда сучасники вважали людиною жорстокою і безжальною, не гребував ніякими засобами для досягнення своєї мети — влади і багатства. Вважається, шо саме він отруїв розум Тіптофта і налаштував його проти графа Десмонда.